# 里美りん
里美 りん（さとみ りん、1984年11月11日 - ）は、日本の元AV女優。
大阪府出身。血液型:A型。身長:149cm。スリーサイズ:B90・W59・H84。

## 略歴
2005年頃にAVデビュー。

## 出演作品

### アダルトビデオ
2005年
- QUIET　（4月15日、プレステージ）
- 浣腸遊戯 4　（5月13日、グローリークエスト）
- 女子校生を監禁してレイプして中出ししました　（5月18日、隼エージェンシー）
- CHACO率いる元アイドル軍団と紅白対抗ちょっとHな大運動会　（2005年6月4日、SODクリエイト）…共演:CHACO、楓アイル、青山ちえり
- 痴女VIP 大人が甘えるM性感　（6月10日、ドリームチケット）
- 巨乳美少女マニア 中出しされた4人の娘たち　（6月10日、隼エージェンシー）他出演:国分まこ、中原詩織、並木りさ
- 中出●巨乳学園　（6月24日、ロイヤル・アート）他出演:萩原めぐ、青木美和
- THE 巨乳エステシャン 2　（7月10日、ドリームチケット）他出演:小野茜、青木美和
- 性域なきモザイク改革 放課後お色気倶楽部　（7月22日、桃太郎映像出版）…共演:春うらら、桜井りさ、森沢ゆう、松村かすみ
- 微・女子校生 Shiofuki VOL.2　（7月29日、ロイヤル・アート）他出演:萩原めぐ、浜崎れな
- レズビアン・ジェラシー　（8月9日、プールクラブ・エンタテインメント）共演:松下ゆうか、亜佐倉みんと
- 無類の潮吹き電マ好き 4　（10月6日、ナチュラルハイ）…共演:山本梓、笹峰りか、水沢麻美、安藤遥、月野しずく、雪見まゆ、若葉薫子
- 丸の内OL不法投棄　（10月14日、ビッグモーカル）他出演:酒井楓、純菜ひとみ、松下ゆうか
- バイブの虜 16　（11月9日、プールクラブ・エンタテインメント）他出演:早川凛、鮎川るい、亜佐倉みんと、水森裕子、山口みのり、大粒るい、城エレン、成川友美、松下ゆうか 他
- カワイコちゃんがガン寝しているそのスキに…。　（11月19日、クロス）他出演:華純、酒井楓、奈月やよい

2006年
- 立花里子の剃毛、パイパン レズ調教　（1月13日、カルマ）…共演:立花里子
- 僕は女性専用マンションオーナー パート3 301～303号室の女編　（3月16日、V&Rプロダクツ）…共演:野々宮りん、稲本朱美
- 絶対M女!? 突然の電マ失礼します　（3月17日、映天）他出演:松下ゆうか、島崎葵、木村藍、山崎恭香、一色まこと
- パイパン獣姦5 パイパン牝犬と2匹の牡犬 （7月13日、カルマ）

### オリジナルビデオ
- ギリまん 第二章　（2005年8月19日、イー・ネット・フロンティア）